# SNCASE SE.5000 Baroudeur
Le SE.5000 Baroudeur, était un prototype de chasseur-bombardier léger à réaction français, conçu par la SNCASE (Sud-est Aviation) pour répondre à la spécification OTAN NBMR-1 Light Weight Strike Fighter. Il était basé sur une formule inhabituelle : sans train d'atterrissage classique, il utilisait un chariot à roues largable pour le décollage et trois patins rétractables pour atterrir. Le Baroudeur n'est jamais entré en production.

## Conception
Le Baroudeur était un chasseur léger, conçu pour s'affranchir des longues pistes d'atterrissage bétonnées, vulnérables aux attaques ennemies. C'était une préoccupation constante des militaires occidentaux à l'époque de la Guerre froide, qui a donné lieu à de nombreux projets d'avions à décollage et atterrissage court voire vertical. Le Baroudeur pouvait être mis en œuvre à partir de terrains non aménagés, voire de piste en herbe.
Le nom Baroudeur provient de l'argot militaire français, particulièrement de la Légion étrangère où il désigne un soldat qui a l'expérience du combat (baroud en arabe).
Le SE.5000 est le fruit des travaux de Wsiewołod Jakimiuk (dit « John »), un ingénieur aéronautique polonais formé en France, qui avait travaillé sur des concepts similaires dans son pays chez PZL puis chez de Havilland Canada. L'intérêt de ce concept était de pouvoir mettre en œuvre des avions d'appui tactique et des intercepteurs à partir de terrains non préparés, dans le cas où les bases aériennes auraient été détruites au cours d'une attaque de « première frappe » du Pacte de Varsovie. Jakimiuk s'était inspiré des réalisations allemandes à la fin de la Seconde Guerre mondiale, comme le Messerschmitt Me 163 et l'Arado Ar 234, qui décollaient d'un chariot à roues et se posaient sur un patin ventral.
Le SE.5000 utilisait pour décoller un chariot en tubes d'acier pesant environ une tonne, à trois roues, disposées comme un atterrisseur conventionnel tricycle : une roue auxiliaire de petit diamètre à l'avant, et deux roues principales à l'aplomb du centre de gravité de l'avion. Les roues étaient munis de gros pneus à basse pression, autorisant le décollage à partir de pistes en herbe. Le chariot pouvait être muni en option de fusées à poudre pour raccourcir la course de décollage. L'avion pouvait être hissé sur son chariot en moins d'une minute par le treuil d'une simple « jeep ».
Pour l'atterrissage, l'avion disposait de trois patins rétractables : deux principaux, dans la partie inférieure du fuselage, et un petit patin à l'arrière, sous la tuyère du réacteur. En complément, deux quilles sous la tuyère contribuaient à la stabilité en glissade, compensant le faible écartement des patins principaux. Ces derniers étaient revêtus de semelles interchangeables en acier, et amortis par des blocs de caoutchouc travaillant en torsion et en compression. Le gain de poids par rapport à un train d'atterrissage classique était estimé à 400 kg.
En dehors de son atterrisseur, l'avion était de configuration classique : monoplan à aile haute, avec une aile en flèche modérée de 38 degrés, au léger dièdre négatif, muni d'un dispositif hypersustentateur élaboré : becs mobiles de bord d'attaque et volets de courbure à fente. Le bord de fuite possédait aussi des freins de piqué. L'empennage était également en flèche, la grande dérive portant l'empennage horizontal à son tiers supérieur. L'appareil était propulsé par un turboréacteur réacteur SNECMA Atar 101C avec les entrées d'air triangulaires à l'emplanture des ailes. Le poste de pilotage pressurisé était situé en avant des ailes, après une pointe très effilée, et donnait un excellent champ de vision au pilote vers l'avant et le bas.

## Engagements

### Tests initiaux
Le premier des deux prototypes a volé le 1er août 1953 à Istres avec le pilote d'essai Pierre Maulandi, dit "Tito", aux commandes. Pierre Maulandi fit également voler le prototype no 2, le 12 mai 1954. Une campagne d'essais intensive fut menée par Pierre Maulandi. L'avion montre de bonnes caractéristiques de vol. En juillet 1954, il réussit à atteindre la vitesse supersonique (Mach 1) à Istres. Pierre Maulandi atteindra à nouveau Mach 1 malgré les patins d'atterrissage sortis, à la suite d'une fausse manœuvre de sa part.
En ce qui concerne ses capacités ADAV, l'avion effectue des vols de liaison complets avec son chariot de décollage toujours en place, donc il peut facilement être convoyé vers une autre piste d'atterrissage dépourvue de chariot. Des décollages sur les seuls patins sont également réussis. Des atterrissages sont menés sur tous types de terrains, y compris la longue plage de La Baule, déserte hors saison. L'avion échappe de peu à l'arrivée de la marée.
Trois avions de présérie désignés S.E. 5003 ont également été construits avec des turboréacteurs Atar 101D, mais le type n'a pas été commandé en production.
Après avoir fini leur campagne d'essais, les deux prototypes reçoivent un réacteur Atar 101 D-1 plus puissant et font une démonstration de leurs capacités de poser sur l'herbe lors du salon du Bourget 1955.

### Essais opérationnels
Trois avions de pré-série sont fabriqués et désignés SE.5003. Ils sont dotés du réacteur Atar 101D en différentes versions, avec des poussées variant de 2 850 kgp à 3 700 kgp. Extérieurement semblables au prototype no 2, ils sont dotés de tout leur équipement et l'armement interne (deux canons de 30 mm) prévus pour la version de série.
Le SE-5003 est présenté au concours de l'OTAN de chasseur léger, organisé à Brétigny. Il est en compétition avec le prometteur Breguet Br.1001 Taon et le Fiat G91 italien. Les expérimentateurs ne sont pas convaincus par le chariot, et c'est le chasseur Fiat qui est retenu.
Les cinq prototypes du « Baroudeur » terminent leur carrière comme cibles sur le champ de tir de la Base aérienne 120 Cazaux dans le sud-ouest de la France. L'association à but non lucratif « Les Ailes Anciennes » a réussi à récupérer la plupart des restes de trois ou quatre épaves, et s'emploie à reconstituer un SE.5003 dans son apparence d'origine, au Musée de l'Air et de l'Espace du Bourget.

## Variantes
SE.5000 Baroudeur
Prototype propulsé par un réacteur SNECMA Atar 101C ; deux exemplaires construits.
SE.5003 Baroudeur
Version de pré-production propulsée par un réacteur SNECMA Atar 101D ; trois exemplaires construits.